# Aparecida de Goiânia
Aparecida de Goiânia város Brazíliában, Goiás államban. Lakosainak száma 527 796 fő (2022). Aparecida de Goiânia Goiânia, Abadia de Goiás, Aragoiânia, Bela Vista de Goiás, Hidrolândia és Senador Canedo községekkel határos.

## Népesség
A település népességének változása:
| Lakosok száma | 336 392 | 455 657 | 590 146 | 601 844 | 527 796 |
|               | 2000    | 2010    | 2020    | 2021    | 2022    |